# Франц Бюхнер
Франц Бюхнер (нім. Franz Büchner; 2 січня 1898, Лейпциг — 18 березня 1920, Лейпциг) — німецький льотчик-ас, лейтенант Саксонської армії. Кавалер ордена Pour le Mérite.

## Біографія
Син заможного підприємця. В 16 років вступив добровольцем до німецької армії. У складі 108-го саксонського піхотного полку брав участь в Першій світовій війні. Наприкінці 1914 року захворів на тиф і був відправлений додому. Після повернення на фронт брав участь у боях на Східному фронті та у Франції. 3 квітня 1915 року отримав поранення у бою. Після одужання подав клопотання про перехід до авіації. Воно було задоволене і Бюхнер став спостерігачем у 270-му польовому льотному дивізіоні. В 1916 році, невдовзі після досягнення 18 років, був проведений в офіцери. В березні 1917 року був переведений пілотом в 9-ту винищувальну ескадриль., у складі якої 1 серпня здобув свою першу перемогу. Пізніше його перевели в 13-ту винищувальну ескадрилью, де служив під командуванням відомого аса Рудольфа Бертольда. Після того, як Бюхнер став літати на Fokker D.VII, він здобув низку перемог. До жовтня 1918 року число перемог Бюхнера досягло 40, у тому числі у вересні було здобуто 17. 10 жовтня 1918 року Бюхнер пережив зіткнення в повітрі з одним зі своїх пілотів, зістрибнувши з парашутом.
Бюхнер дожив до кінця війни і повернувся до Німеччини, охопленої Листопадовою революцією. Продовжував польоти у складі рейхсверу. Під час Каппського заколоту Бюхнер був збитий спартакістами під час розвідувального польоту неподалік Лейпцига і загинув. Похований на цвинтарі Plagwitz у Лейпцигу.

## Нагороди
- Залізний хрест 2-го і 1-го класу
- Орден Альберта (Саксонія), лицарський хрест 2-го класу з мечами
- Орден Заслуг (Саксонія), лицарський хрест 2-го класу з мечами
- Військовий орден Святого Генріха, лицарський хрест
- Королівський орден дому Гогенцоллернів, лицарський хрест з мечами
- Pour le Mérite (25 жовтня 1918)